# 新阿克梅內
新阿克梅內是立陶宛的城鎮，位於該國西北部，距離希奧利艾61公里，毗鄰與拉脫維亞接壤邊境，由希奧利艾縣負責管轄，海拔高度89米，2011年人口11,093。